# Lichtminuut
Een lichtminuut is een lengtemaat. Het is de afstand die licht in één minuut aflegt in een vacuüm. Een lichtminuut is gelijk aan 17 987 547 480 m. Dit is de exacte waarde daar de meter met de lichtseconde wordt gedefinieerd.
De astronomische eenheid is gekozen als een goede maat voor de gemiddelde afstand van de Aarde tot de Zon. De astronomische eenheid komt met 499 lichtseconden, 8,317 lichtminuten en 149 597 870 700 meter overeen, maar de afstand van de Aarde tot de Zon variëert.